# Methanotorris
A Methanotorris a Methanocaldococcaceae családba tartozó Archaea nem. Az archeák – ősbaktériumok – egysejtű, sejtmag nélküli prokarióta szervezetek.

## Fordítás
- Ez a szócikk részben vagy egészben  a   Methanotorris című angol Wikipédia-szócikk fordításán alapul.  Az eredeti cikk szerkesztőit annak laptörténete sorolja fel. Ez a jelzés csupán a megfogalmazás eredetét és a szerzői jogokat jelzi, nem szolgál a cikkben szereplő információk forrásmegjelöléseként.

### Tudományos folyóiratok
- (2004. július 1.) „Methanotorris formicius sp. nov., a novel extremely thermophilic, methane-producing archaeon isolated from a black smoker chimney in the Central Indian Ridge”. International Journal of Systematic and Evolutionary Microbiology (2004) 54 (4), 1095–1100. o. [2015. január 4-i dátummal az eredetiből archiválva]. DOI:10.1099/ijs.0.02887-0. (Hozzáférés: 2014. október 29.)

### Tudományos könyvek
- Whitman, WB.szerk.: DR Boone: Genus II. Methanotorris gen. nov., Bergey's Manual of Systematic Bacteriology Volume 1: The Archaea and the deeply branching and phototrophic Bacteria, 2nd, New York: Springer Verlag (2001. március 20.). ISBN 978-0-387-98771-2
- Whitman WB.szerk.: DR Boone: Family II. Methanocaldococcaceae fam. nov., Bergey's Manual of Systematic Bacteriology Volume 1: The Archaea and the deeply branching and phototrophic Bacteria, 2nd, New York: Springer Verlag (2001. március 20.). ISBN 978-0-387-98771-2

### Tudományos adatbázisok
- Methanotorris PubMed hivatkozásai
- Methanotorris PubMed Central hivatkozásai
- Methanotorris Google Scholar hivatkozásai